# أليساندرو بازانا
أليساندرو بازانا (بالإيطالية: Alessandro Bazzana)‏ (و. 1984  م) هو دراج إيطالي.

## التصنيف
| السنة     | 2009 | 2010 | 2011 | 2012 | 2013 | 2014 | 2015 |
| --------- | ---- | ---- | ---- | ---- | ---- | ---- | ---- |
| أوروبا    | -    | -    | 944  | 213  | 544  | 183  | 429  |
| آسيا      | -    | -    | 174  | -    | -    | -    | 155  |
| أمريكا    | 310  | -    | -    | 123  | 108  | 196  | -    |
|           |      |      |      |      |      |      |      |
| مصدر: UCI |      |      |      |      |      |      |      |

## سجل الفوز

### سباقات أو مراحل فاز بها
| التاريخ        | السباق                       | المركز                  |
| -------------- | ---------------------------- | ----------------------- |
| 08 يوليو 2012  | طواف النمسا 2012             | الفائز في ترتيب النقاط  |
| 27 أغسطس 2012  | يو إس إيه برو تشالنج 2012    | الثالث في تصنيف النقاط  |
| 04 أبريل 2014  | فولتا ليمبورغ الكلاسيكي 2014 | السابع في التصنيف العام |
| 14 مارس 2015   | روند فان درينثي 2015         | الثامن في التصنيف العام |
| 24 مايو 2015   | موانئ العالم كلاسيكي 2015    | الخامس في التصنيف العام |
| 11 أكتوبر 2015 | طواف أبو ظبي 2015            | الفائز حسب ترتيب السرعة |